# Rumänische Futsalnationalmannschaft
Die rumänische Futsalnationalmannschaft ist eine repräsentative Auswahl rumänischer Futsalspieler. Die Mannschaft vertritt den rumänischen Fußballverband bei internationalen Begegnungen.

## Abschneiden bei Turnieren
Die rumänische Nationalmannschaft nahm 2003 ihren Spielbetrieb auf, verpasste in der Folge aber die Qualifikation für die EM- und WM-Endrunde. 2007 gelang die Qualifikation für die EM-Endrunde, dort scheiterte man in der Vorrunde an Italien und Portugal, platzierte sich aber vor Tschechien. 2012 nimmt man erneut an der Europameisterschaft teil.
2009 und 2010 nahm man auf Einladung des brasilianischen Verbandes am Grand Prix de Futsal teil. 2009 erreichte man nach Siegen über Costa Rica, Uruguay und Argentinien das Halbfinale, in dem man mit einer 0:12-Rekordniederlage dem Gastgeber Brasilien unterlag. Im Spiel um Platz 3 besiegte man anschließend Tschechien. Ein Jahr später belegte man in der Gruppenphase hinter Spanien und Argentinien nur den dritten Rang und schloss das Turnier nach der Trostrunde auf dem 14. Platz ab.

### Futsal-Weltmeisterschaft
- 1989 – nicht eingeladen
- 1992 – nicht teilgenommen
- 1996 – nicht teilgenommen
- 2000 – nicht teilgenommen
- 2004 – nicht qualifiziert
- 2008 – nicht qualifiziert
- 2012 – nicht qualifiziert
- 2016 – nicht qualifiziert
- 2021 – nicht qualifiziert
- 2024 – nicht qualifiziert

### Futsal-Europameisterschaft
- 1996 – nicht teilgenommen
- 1999 – nicht teilgenommen
- 2001 – nicht teilgenommen
- 2003 – nicht teilgenommen
- 2005 – nicht qualifiziert
- 2007 – Vorrunde
- 2010 – nicht qualifiziert
- 2012 – Viertelfinale
- 2014 – Viertelfinale
- 2016 – nicht qualifiziert
- 2018 – Vorrunde
- 2022 – nicht qualifiziert